# گمینا شمیاتچه
گمینا شمیاتچه (به لهستانی:  Gmina Siemiatycze) یک گمینا در لهستان است که در شهرستان شمیاتچه واقع شده‌است. گمینا شمیاتچه ۲۲۷٫۱۴ کیلومتر مربع مساحت و ۶٬۴۵۱ نفر جمعیت دارد.